# Ron Huldai
Ron Huldai (in ebraico: רוֹן חוּלְדָּאִי; Hulda, 26 agosto 1944) è un politico e generale israeliano, sindaco di Tel Aviv dal 1998.
Prima di ricoprire il ruolo di sindaco di Tel Aviv, Huldai è stato pilota militare e comandante dell'aeronautica israeliana. Dopo aver lasciato l'esercito come generale di brigata, entrò nel mondo degli affari e in seguito fu preside del Liceo ebraico Herzliya a Tel Aviv.

## Biografia
Huldai è nato nel 1944 a Hulda (il suo cognome deriva dal nome del kibbutz) e, assieme ad altri due fratelli, è figlio di genitori immigrati polacchi che si sono trasferiti in Israele da Łódź. Suo padre, Ozer, era tra i fondatori del kibbutz ed è stato il preside della sua scuola, mentre sua madre, Hanka,  era insegnante e dirigeva l'organizzazione di spettacoli teatrali del kibbutz. Huldai è cresciuto nel kibbutz; ha studiato all'università di Tel Aviv, all'università di Auburn a Montgomery, all'Air War College della base aeronautica di Maxwell a Montgomery, in Alabama, e ha partecipato al programma di gestione avanzata della Wharton School dell'Università della Pennsylvania. 

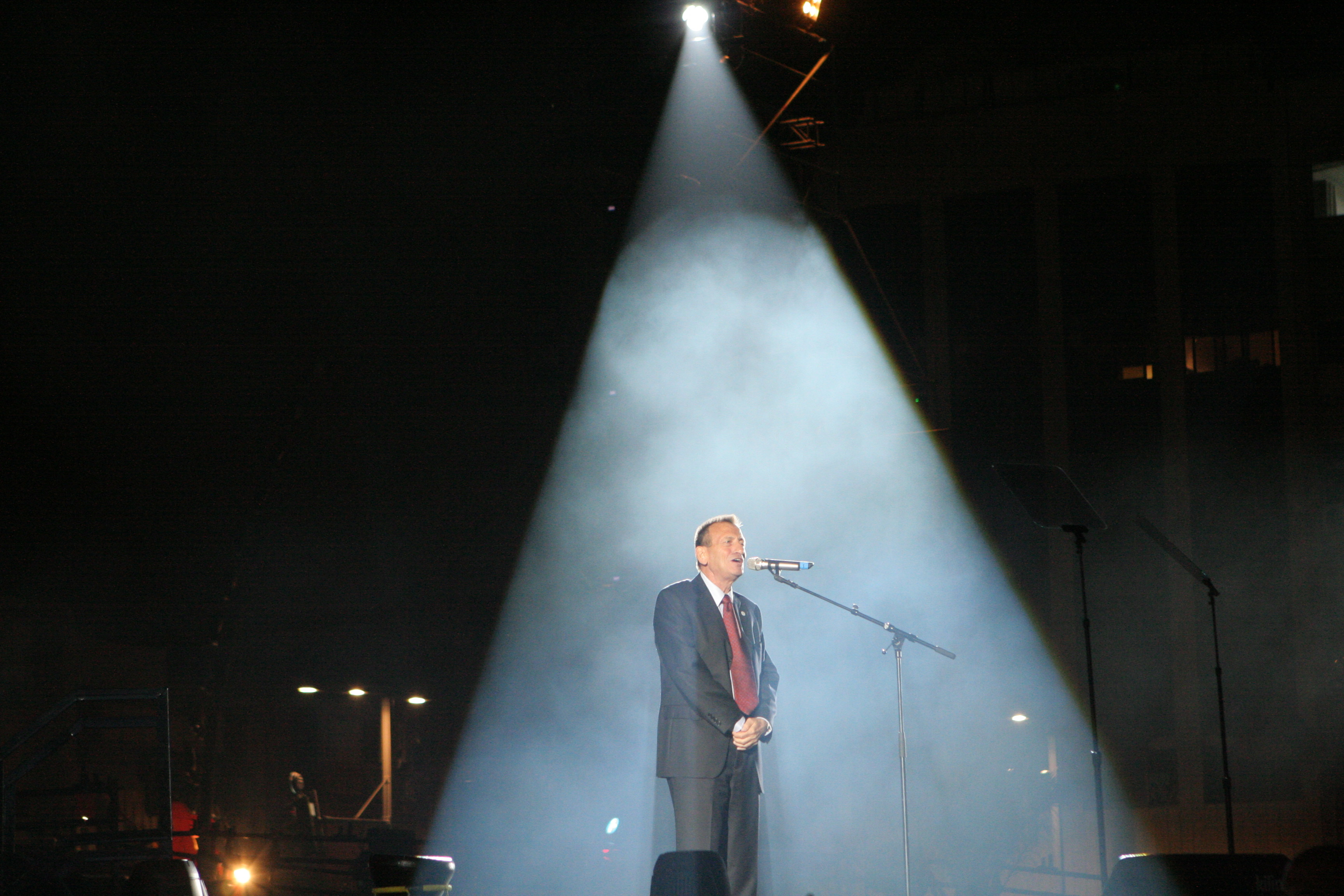
Ron Huldai, il sindaco di Tel Aviv.

### Servizio militare e politica
Huldai è stato arruolato nelle forze di difesa israeliane nel 1963, e si è unito all'Aeronautica israeliana, servendo come pilota di combattimento e diventando ufficiale. Durante la Guerra dei Sei Giorni, ha preso parte all'Operazione Focus, ha abbattuto tre aerei nemici e ha partecipato a numerose missioni. Huldai ha ricoperto diverse posizioni chiave di Alto Comando, tra cui il comando della base aerea Nevatim, della base aerea Hatzerim, nella scuola di addestramento per piloti dell'aeronautica militare. È stato anche coordinatore delle autorità governative e supervisore di progetti civili di costruzione dell'IAF. Ha lasciato l'IAF nel 1989 con il grado di Generale di Brigata.
Dopo il suo ritiro dal servizio attivo, è entrato nel settore privato. Dopo aver trascorso due anni a vendere condizionatori in Nigeria, è tornato in Israele e ha gestito la chiusura di un cantiere a Ramla. Successivamente è diventato preside del prestigioso Liceo ebraico di Herzliya per sei anni fino al 1998.
Membro del Partito Laburista Israeliano, Huldai è stato eletto sindaco di Tel Aviv per la prima volta nel 1998, ed è stato rieletto nel 2003 con il 62% dei voti. Nel 2008 ha nuovamente ottenuto la maggioranza con il 50,6%, nel 2013 con il 53% e infine nel 2018 con il 47%.

### Elezioni del 2008
Huldai è stato candidato per la carica di sindaco alle elezioni municipali del 2008 nella lista One Tel Aviv, un partenariato tra Labor e Kadima. Ha ricevuto il sostegno del partito politico Dor, la più grande fazione del consiglio comunale.